# Жонглёрская нотация
Жонглёрская нотация (англ. siteswap) — нотация, используемая жонглерами для записи исполняемого трюка. Позволяет стандартизовать запись и облегчает обмен знаниями и разработку новых трюков.
Основная идея записи — отследить порядок, в котором предметы кидаются и ловятся, и только его. Положение предметов вне момента броска и захвата никак не фиксируется. Таким образом, жонглёрская нотация — пространственно-временная диаграмма, на которой отмечаются руки (правая, левая), предметы и порядок действий. Существует несколько форм записи.

## Основы нотации
Базовая жонглёрская нотация, предполагает что жонглирование исполняется одним человеком, броски совершаются попеременно то одной, то другой рукой, причём в одной руке находится одновременно не более одного предмета. Рисунок трюка, записанный жонглёрской нотацией, представляет собой набор цифр, где каждая цифра означает количество тактов, через которое предмет будет брошен опять. Если делать броски в одном ритме, то будет справедливо утверждение, чем больше цифра, тем выше бросок. Броски, обозначаемые цифрами 0, 1 и 2, требуют особого объяснения.
0 – пустая рука, бросок не производится.

1 – бросок из одной руки в другую по кратчайшей возможной траектории.

2 – в руке находится предмет, но бросок не производится.

3 – бросок, как в каскаде тремя предметами.

4 – бросок, как в фонтане четырьмя предметами.

5 – бросок, как в каскаде пятью предметами.

и т.д.

Вместо цифры 10 и больше, используются латинские буквы т.е. 10 – a, 11 – b, 12 – c и т.д.

### Некоторые закономерности
- Броски, записанные четными цифрами, ловятся той же рукой, которой предмет был брошен.
- Броски, записанные нечетными цифрами, ловятся другой рукой.
- Среднее арифметическое число записи жонглёрской нотации означает количество жонглируемых предметов. Например, запись 552: (5+5+2)/3=4, значит жонглирование исполняется четырьмя предметами.
- Синхронные броски обозначаются в круглых скобках ( , ),где вместо пробелов четная цифра.Если бросок в данном случае совершается в другую руку,то используется буква x.Например,(4x,2x)(2x,4x)-это трюк коробочка 3 мячами.Или,к примеру,(4x,4x)-это трюк парами наискосок(от англ.wimpy) 4 мячами.То есть синхронный сайтсвоп существует только для четных чисел.
- Мультиплексные броски,то есть когда рука держит или бросает больше одного предмета,обозначаются в квадратных скобках [  ] без знаков препинания.Например,[33]-это жонглирование 6 мячами,но как бы как каскадом тремя,так как за один раз каждый раз бросается из одной руки в другую и ловится другой рукой по 2 мяча.